# جوناثان فلبس
جوناثان فلبس (بالإنجليزية: Jonathan Phelps)‏ هو مقدم برامج إذاعية أمريكي، ولد في 1928، وتوفي في 21 يوليو 2011.